# Gerard Scheurleer
Gerard Jacobus Scheurleer (Den Haag, 29 mei 1886 – aldaar, 11 oktober 1948) was een Nederlandse tennis- en hockeyspeler. Scheurleer was lid van de Haagse tennisclub Leimonias en heeft veel bijgedragen tot de ontwikkeling van tennis in Nederland.

## Familie
Scheurleer was een lid van de Haagse, patricische familie Scheurleer en zoon van Gerard Jacobus Scheurleer (1854-1890), lid firma Scheurleer & Zonen, en Johanna Heylina Wilkens (1856-1927). Hij was een oomzegger van Daniël François Scheurleer (1855-1927), broer van zijn vader. Hij bleef ongehuwd.

## Sportloopbaan
Scheurleer nam deel aan de Olympische Zomerspelen 1906 (later tussenliggende spelen genoemd) waar hij zowel individueel als in de dubbel (met Karel Beukema) tot de kwartfinale kwam. Hij behaalde in 1908 zijn eerste titel. In totaal werd hij negen keer kampioen van Nederland, waarvan vijfmaal in de herendubbel en viermaal in het gemengd dubbelspel.
Als hockeyspeler kwam hij uit voor ODIS en TOGO. Met TOGO behaalde hij een aantal keren het Nederlands kampioenschap. Scheurleer was een groot voorstander van de Nederlandse spelregels, die tot 1926 van kracht waren. Deze weken af van internationale (Engelse) spelregels. Zo was er geen slagcirkel en mocht de bal met beide kanten van de hockeystick, die allebei plat waren, gespeeld worden. Men speelde met de door Scheurleer ontworpen oranje gekleurde Scheurleer-bal, die groter en zachter was dan de ballen die tegenwoordig gebruikt worden.
In 1922 verloor hij een been tijdens een motorongeluk en werd hij coach. Hij gaf les aan spelers als Arthur Diemer Kool, Madzy Rollin Couquerque, Henk Timmer en zijn tennispartner Kea Bouman. Het ging hem niet alleen om het spel maar ook om de theorie.
In 1936 werd Scheurleer door de NIROM ingezet als verslaggever tijdens de Olympische Zomerspelen in Berlijn. Zijn amateuristische optreden als commentator leverde veel kritiek op.

## Hommage
- In 1924 werd Scheurleer tot erelid van Leimonias benoemd.
- Ieder jaar wordt het Scheurleer toernooi voor de jeugd georganiseerd.
- In april 2000 werd een van de banen op de club naar hem vernoemd. Het naambordje werd onthuld door een van zijn leerlingen, Bubi van Meegeren.
- In mei 2013 verscheen een historische roman over Scheurleer geschreven door Theo Bollerman.[4]

## Publicaties
- 1921 Lawn Tennis
- 1942 Tennis, raad en regels
- 1942 Spel en speler
- 1943 Doen en denken
- 1945 Hoofd, hart en hand
- 2013 Scheurleer, voltooide volharding

## Prestatietabel
| Legenda | Legenda                          |
| ------- | -------------------------------- |
| g.t.    | geen toernooi gehouden           |
| l.c.    | lagere categorie                 |
| –       | niet deelgenomen                 |
| G       | uitgeschakeld in de groepsfase   |
| 1R      | uitgeschakeld in de eerste ronde |
| 2R      | uitgeschakeld in de tweede ronde |
| 3R      | uitgeschakeld in de derde ronde  |
| 4R      | uitgeschakeld in de vierde ronde |
| KF      | uitgeschakeld in de kwartfinale  |
| HF      | uitgeschakeld in de halve finale |
| F       | de finale verloren               |
| W       | het toernooi gewonnen            |
| w-v     | winst/verlies-balans             |

Scheurleer speelde twee keer op een grandslam, beide op Wimbledon in het enkelspel.

### Prestatietabel grand slam, enkelspel
| Toernooi        | 1919 | 1920 |
| --------------- | ---- | ---- |
| Australian Open | –    | –    |
| Roland Garros   | g.t. | g.t. |
| Wimbledon       | 1R   | 3R   |
| US Open         | –    | –    |